# نیسان فیگارو
نیسان فیگارو (Nissan Figaro) خودرویی است که در سال‌های ۱۹۹۱ (۲۰٬۰۰۰ built)تولید شده‌است.
این خودرو در کلاس خودرو شهری قرار گرفته و طراحی آن خودروهای موتور جلو-محور جلو بوده طول آن در حالت طبیعی ۳٬۷۴۰ میلیمتر (۱۴۷ اینچ) است.
موتور آن ۹۸۷ سی‌سی سیستم جعبه‌دندهٔ آن ۳ دنده به صورت خودکار است.